# Висенте Фокс Кесада
Висенте Фокс Кесада (шп. Vicente Fox Quesada; Мексико, 2. јул 1942) је бивши председник Мексика. Изабран је на изборима 2000. године и владао до новембра 2006. Он је постао први председник који је изабран из опозиционе партије још од 1910. године. На положају председника, наследио га је Фелипе Калдерон.
Рођен је у Мексику у богатој мексичкој (шпанско-ирској) породици. Студирао је Универзитет Ибероамерикана. Радио је за компанију Кока-кола као шеф надзора над транспортним операцијама. У компанији је напредовао док није постао супервизор за целу Латинску Америку. Дипломирао је тек 2000. године када је постао председнички кандидат.